# Румянцево
Румя́нцево (болг. Румянцево) — село в Ловецькій області Болгарії. Входить до складу общини Луковит.

## Населення
За даними перепису населення 2011 року у селі проживали 672 особи.
Національний склад населення села:
| Національність   | Кількість осіб | Відсоток |
| ---------------- | -------------- | -------- |
| болгари          | 535            | 91,6 %   |
| турки            | 18             | 3,1 %    |
| цигани           | 5              | 0,9 %    |
| інша             | 5              | 0,9 %    |
| не визначились   | 21             | 3,6 %    |
| Всього відповіли | 584            |          |

Розподіл населення за віком у 2011 році:
Динаміка населення:

## Люди
В селі народився Лічев Васил Іванов (* 1921) — болгарський вчений в області технології коньяку і біохімії виноробства.